# Sankt Görans kyrka, Staroje Vysokoje
Sankt Görans kyrka (belarusiska: Свята-Георгіеўская царква/Svjata-Georgiewskaja tsarkva) är en belarusisk-ortodox kyrkobyggnad belägen i byn Staroje Vysokoje, i distriktet Sjkloŭski Rajon i Mahiljoŭs voblast, i östra Belarus.
Kyrkan är helgad åt den romerska martyren, soldaten och helgonet Sankt Göran.

## Historik
På platsen där Sankt Görans kyrka står fanns det tidigare en träkyrka, men som förföll.
Den nuvarande Sankt Görans kyrka i byggdes 1903.
1917 stängdes kyrkan ned, men på 1940-talet återupptogs gudstjänsterna.
Under 1950-talet ansågs kyrkan vara en lämplig plats för att byn skulle ha en klubb, vilket ledde till att 800 personer skrev under ett klagomål och som senare skickades till Moskva, men det hjälpte inte.
I slutet av 1990-talet uppstod frågan om att kyrkan skulle lämnas tillbaka till den lokala församlingen, vilket beslutades år 2003.

## Kyrkan
Kyrkan har en halvcirkelformad absid, är byggd i tegel och stämplad som ett monument.

## Bilder

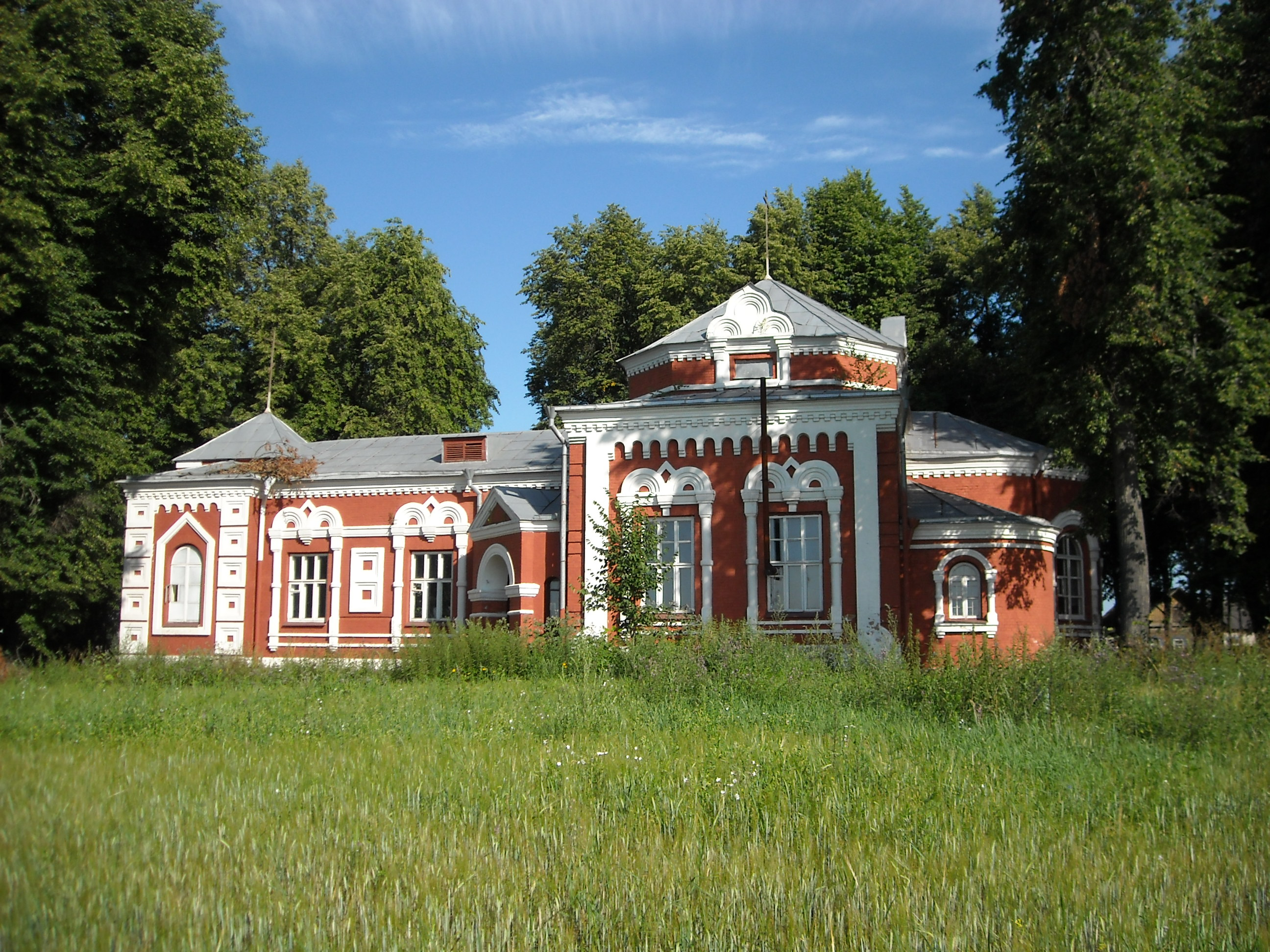
Kyrkan från sidan.

### Allmänna källor
- Свято-Георгиевская церковь в деревне Старое Высокое | Планета Беларусь (planetabelarus.by)
- Свята-Георгіеўская царква, Старое Высокае - Архіварта — Партал спадчыны Беларусі (archivarta.by)
- Храм вялікамучаніка Георгія Перамоганосца Старое Высокае (hram.by)